# Bangladeschische Badmintonmeisterschaft 1978
Die Bangladeschische Badmintonmeisterschaft 1978 war die 4. Austragung der nationalen Titelkämpfe im Badminton in Bangladesch. 

## Sieger und Finalisten
| Disziplin       | Gold                                                            | Silber                                                           |
| --------------- | --------------------------------------------------------------- | ---------------------------------------------------------------- |
| Herreneinzel    | Golam Aziz Zilani (Metropolitan Police SA)                      | Monoar Ul Alam Babul (Metropolitan Police SA)                    |
| Dameneinzel     | Rumana Ahmed (Dhaka University)                                 | Sayeeda Marrium Tareq (Metropolitan Police SA)                   |
| Herrendoppel    | Golam Aziz Zilani Monoar Ul Alam Babul (Metropolitan Police SA) | Aziz Dutta Sujit Dutta (Chittagong DSA)                          |
| Damendoppel     | Rumana Ahmed Nasrin (Dhaka University)                          | Kamrun Nahar Dana Sayeeda Marrium Tareq (Metropolitan Police SA) |
| Mixed           | Penu Rumana Ahmed (Dhaka University)                            | Monoar Ul Alam Babul Kamrun Nahar Dana (Metropolitan Police SA)  |
| Junioreneinzel  | Sam Kumar Sarker (Dhaka DSA)                                    | Narayn Chandra Ghosh (Dhaka DSA)                                 |
| Juniorendoppel  | Kanchon Akhter (Chittagong DSA)                                 | Sibu Mohsin (Chittagong DSA)                                     |
| Veteranendoppel | S. A. Gupta M. Sen Sarma (Chittagong DSA)                       | A. B. S. Safder M. A. Rakib (SMA)                                |